# Japans herrlandslag i bandy
Japans herrlandslag i bandy representerar Japan i bandy på herrsidan. Världsmästerskapsdebuten ägde rum 2012 i Kazakstan. Laget 2012: Japan deltog även i VM 2013.

## VM 2015
Truppen till Bandy-VM i Chabarovsk 2015
- Förbundskapten:  Rokuro Takuno

| Målvakter |

| Pos. | Ålder             | Namn             | Klubb     |
| ---- | ----------------- | ---------------- | --------- |
| Mv   | 14 januari 1962   | Ryuichi Shimizu  | Namba Ice |
| Mv   | 22 september 1995 | Kazuki Matsumoto | Namba Ice |

| Utespelare |

| Pos. | Ålder             | Namn              | Klubb                  |
| ---- | ----------------- | ----------------- | ---------------------- |
| F    | 17 februari 1973  | Masahide Kaneko   | Flamme Rouge           |
| F    | 2 september 1972  | Yasunori Kusumoto | Flamme Rouge           |
| F    | 1 augusti 1977    | Jin Ishioka       | Namba Ice              |
| Mf   | 10 mars 1990      | Daichi Kodama     | Namba Ice              |
| Mf   | 18 januari 1979   | Tau Tomohiko      | Flamme Rouge           |
| Mf   | 25 februari 1975  | Aihara Hironori   | Namba Ice              |
| Mf   | 13 januari 1976   | Gen Ishioka       | Namba Ice              |
| Mf   | 2 oktober 1986    | Kosuke Asano      | Namba Ice              |
| Mf   | 20 januari 1998   | Genta Yuyama      | Namba Ice              |
| Mf   | 19 november 1976  | Miki Yuichiro     | Namba Ice              |
| Mf   | 3 juni 1978       | Akinobu Momma     | Namba Ice              |
| Mf   | 14 april 1987     | Masaki Miyakawa   | Namba Ice              |
| Mf   | 13 september 1980 | Daisuke Sasaki    | Hiroshima Slackers Ice |
| A    | 14 februari 1987  | Kenji Otani       | Ehime                  |
| A    | 4 september 1982  | Shuji Kuribayashi | Japan                  |
| A    | 11 april 1983     | Atsushi Ohata     | Namba Ice              |